# Kulavalli, Sorab
Kulavalli là một làng thuộc tehsil Sorab, huyện Shimoga, bang Karnataka, Ấn Độ.